# Lech Janerka
Lech Andrzej Janerka (* 2. června 1953) je polský zpěvák a baskytarista. Narodil se ve Vratislavi a v roce 1979 založil kapelu Klaus Mitffoch, která se rozpadla o pět let později. Janerka se následně vydal na sólovou dráhu. Svou první studiovou desku nazvanou Historia podwodna vydal roku 1986 a do roku 2005 jich vydal dalších šest. Rovněž vydal několik koncertních a kompilačních alb. V roce 2014 získal ocenění Człowiek ze Złotym Uchem.

## Diskografie
Studiová alba
- Historia podwodna (1986)
- Piosenki (1989)
- Ur (1991)
- Bruhaha (1994)
- Dobranoc (1997)
- Fiu fiu… (2002)
- Plagiaty (2005)